# Zelkinger

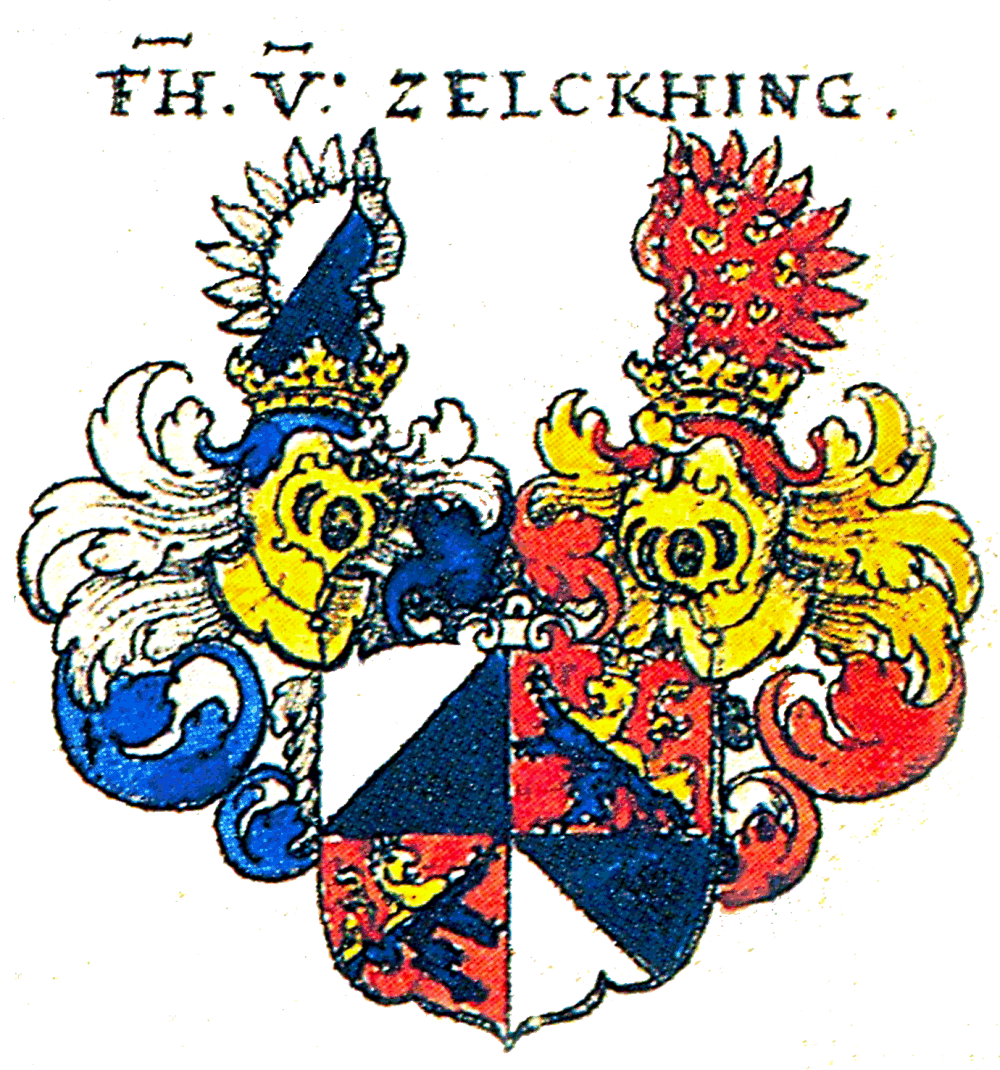
Wappen der Freiherrn von Zelking

Die Zelkinger waren ein altes Adelsgeschlecht auf dem Gebiet des heutigen Nieder- und Oberösterreich, das zu den Apostelgeschlechtern gezählt wird.

## Geschichte
Das Stammhaus, die heutige Burgruine Zelking, stand am Hang des Hiesbergs nahe der Ortschaft Zelking im Melktal. Um 1123 wird Wernher (Wernhard) von Zelking, der sich ursprünglich „von Hagenau“ nannte, als Besitzer der Stammburg urkundlich erwähnt. Die Familie besaß die Burg Zelking zuerst als Regensburger Lehen, später war sie ihr Eigentum.
Das Geschlecht der Zelkinger teilte sich in mehrere Linien, wobei jene zu Schallaburg, Weinberg und Sierndorf die bekanntesten sind.
Die Herren von Zelking waren treue Gefolgsleute der Babenberger und Habsburger und häufig in hohen Ämtern anzutreffen. Sie sind aber vor allem durch ihre kulturellen Leistungen bekannt. An erster Stelle ist der gotische Flügelaltar in Kefermarkt in Oberösterreich zu nennen. Ebenfalls in Kunstkreisen bekannt sind die Inneneinrichtung der Schlosskapelle zu Sierndorf sowie die gotischen Glasfenster in der Filialkirche Innerochsenbach und in der Pfarrkirche Zelking. Erwähnenswert sind auch die Schlossbauten zu Weinberg, Sierndorf und Dürnstein.
Das Geschlecht der Zelkinger starb 1634 aus.

## Besitzungen
Im Besitz der Zelkinger befanden sich zahlreiche Burgen und Schlösser.
Niederösterreich:
- Schloss Ebenthal, 1337 bis etwa 1420
- Schloss Ebreichsdorf, um 1540 bis 1568
- Schloss Dürnkrut, vor 1361 bis etwa 1410
- Herrschaft Dürnstein samt Tal Wachau, 1609–1634
- Schloss Ernegg, um 1380 bis höchstens 1471
- Schloss Freydegg, 14. und 15. Jahrhundert
- Burg Grafendorf (Gemeinde Stockerau), 1513–1628[4]
- Heimenburg in Hainburg an der Donau, ab 1514
- Feste Inning[5] in Inning (Gemeinde Hürm) bei Loosdorf, 14. Jh. und wieder ab 1491[6]
- Burg Kronsegg, 1380er-Jahre
- Burg Reinsberg, 1384 bis um 1499
- Schallaburg, 1286–1450 (Ende der Linie zu Schallaburg)
- Burg Schönegg[7] bei Steinakirchen am Forst, 13. Jh. bis 1498
- Schloss Sierndorf, 1469–1609
- Schloss Ulrichskirchen, ab 1544
- Schloss Weyerburg
- Feste Wolfberg bei Böheimkirchen, ab 1458
- Feste Wolfsthal bei Hainburg an der Donau, 1527–1544
- Burg Zelking, um 1123 bis 1634[2]

Österreich ob der Enns:
- Burg Dornach, 1505–1629
- Schloss Leonstein, um 1450 bis 1629
- Burg Mitterberg, 15. Jahrhundert
- Schloss Wartberg in St. Oswald bei Freistadt, 1602–1629
- Schloss Weinberg, 1381–1629

Außerdem besaßen sie eines der nur zwei adeligen Freihäuser in Freistadt („Haus am Eck“ in der Böhmer Gasse 9 ab 1372), in Linz (Altstadt 30 Ecke Theatergasse 2 ab 1473) und in Wien.

## Persönlichkeiten
- Wernhard von Hagenau, Bruder des Passauer Bischofs Reginbert von Hagenau, nannte sich ab etwa 1123 „von Zelking“.
- Dessen Enkel Wernher II. von Zelking († nach 1197) wechselt 1183 vom freien Stand in die Ministerialität des Landesherren. Er vermachte seine Burg seinem Herzog Leopold, von dem er sie als Lehen zurückbekam.
- Dessen Sohn Ulrich II. von Zelking († nach 1238) erwarb durch Heirat die Herrschaft Schlierbach im Kremstal.
- Otto I. von Zelking († 1318) begründete mit seiner Ehefrau Elisabeth, Tochter von Ulrich II. von Kapellen, die Linie der Zelkinger zu Schallaburg.
- dessen Vetter Otto II. von Zelking († 1320), Burghauptmann von Freistadt, begründete mit seiner Ehefrau Leucardia, ebenfalls Tochter des Ulrich von Kapellen, die Linie der Zelkinger zu Schöneck.
- Hans VI. von Zelking († vor 1470) war in der Abordnung, die 1451 zur Brautwerbung König Friedrichs um Eleonore Helena von Portugal reiste. Er wurde auf der Tiberbrücke in Rom von König Friedrich zum Ritter geschlagen.[9]
- Hans VII. von Zelking († um 1495) wurde am 5. April 1486 vom römisch-deutschen König Maximilian I. zum Ritter geschlagen. Er war kaiserlicher Rat und Truchsess und 1491 kaiserlicher Pfleger in Freistadt.[10]
- Christoph II. von Zelking († 1491), Herr zu Weinberg, Sierndorf, Leonstein, Ebenthal und Weierburg war zwischen 1468 und 1470 Rat von Kaiser Friedrich. Zu seinem Lebensende stiftete er den berühmten Kefermarkter Flügelaltar in der Pfarrkirche Kefermarkt.[11]
- Wilhelm II. von Zelking († 1541) wurde zum Begründer der Linie Zelking-Sierndorf-Dürnstein.
- Hans Wilhelm von Zelking († 1627) zu Weinberg, Rastenberg, Leonstein, Dornach und Wartberg, war Kämmerer von Kaiser Rudolf II. und Landrat in Österreich ob der Enns und Verordneter in diesem Land. Er stiftete ein Hospital und 1588 eine Schule in Kefermarkt. Da seine Söhne, die das Kindesalter überlebten, auf der damals üblichen Kavalierstour starben (Richard Wilhelm 1606 in Paris, Albrecht Wilhelm 1614 in Brescia), setzte er seinen Cousin Christoph Wilhelm II. als Erben ein. Hans Wilhelm war es auch, der 1602 verordnete, dass die Besitztümer verkauft werden können, wenn die freie Religionsausübung verboten wird. Dies ist letztlich 1626–1629 passiert, da die protestantischen Zelkinger vom katholischen Kaiser Ferdinand dazu gezwungen wurden (vgl. Gegenreformation).
- Christoph Wilhelm II. von Zelking († 1631) bekam aus drei Ehen nur einen Sohn namens Ludwig Wilhelm
- Ludwig Wilhelm von Zelking († 1634) heiratete 1631 Maximiliana von Zinzendorf und Pottendorf, die junge Schwester seiner zweiten Stiefmutter. Ludwig Wilhelm starb jedoch bereits drei Jahre später, ohne ein Kind zu hinterlassen, womit das Geschlecht der Zelkinger erlosch.